# Josey Pillon
Josey Pillon, née le 27 décembre 1876 à Cardiff et morte en 25 octobre 1956 à Roscoff, est une peintre française.

## Biographie
Eliza Joséphine Tourou-Pillon est la fille d'Auguste Joseph Tourou-Pillon et d'Eliza Driscoll.
Élève d'Henri Émile Lefort et de Jean-Paul Laurens, elle expose au Salon à partir de 1902.
En 1903, elle épouse à Jersey le peintre Marcel Canet. Le couple donne naissance à la future peintre Maud Canet (1908-2004).
Elle obtient en 1924 le 2e prix du Salon de l'Union des femmes peintres et sculpteurs. Elle expose principalement des portraits.
Elle meurt à l'âge de 79 ans à Roscoff.